# Valsarna, Dalarna
Valsarna är en sjö i Rättviks kommun i Dalarna och ingår i Dalälvens huvudavrinningsområde.